# Samson (album)
Samson is het eerste studioalbum van Samson en Gert dat op 17 mei 1991 door CNR op elpee, cd en op muziekcassette werd uitgebracht.
Verschillende liedjes zijn van de hand van Stef Bos, zoals "Er zit meer in een liedje", "Niet ver weg", "De wijde wereld", "Neefje Kwik" en "Samsonlied". Andere nummers werden gecomponeerd door onder anderen Johan Vanden Eede met tekst van onder anderen Danny Verbiest, Gert Verhulst en Hans Bourlon. Johan Verminnen schreef de tekst voor "Vissen".
Een aantal nummers werd in karaokeversie hernomen op het album Zing zelf 6 Samsonhits.
In 1993 werd het album door Polygram heruitgegeven onder de naam 'Samson & Gert 1', analoog aan de benaming die vanaf 'Samson & Gert 3' in gebruik werd genomen.

## Tracklist
| 1.                   | Er zit meer in een liedje | 3:38 |
| 2.                   | Ik wil niet in bad        | 3:45 |
| 3.                   | Slaapliedje               | 3:50 |
| 4.                   | Vissen                    | 3:02 |
| 5.                   | Samsonrock                | 2:28 |
| 6.                   | Niet ver weg              | 3:14 |
| 7.                   | Feest vandaag             | 3:24 |
| 8.                   | Ik ben de sigaar          | 3:25 |
| 9.                   | De wijde wereld           | 3:25 |
| 10.                  | Verliefd zijn             | 3:25 |
| 11.                  | Neefje Kwik               | 2:40 |
| 12.                  | Samsonlied                | 2:58 |
| Totale duur: ± 39:00 |                           |      |